# Kościół św. Anny w Kolnie
Kościół świętej Anny w Kolnie – zabytkowy rzymskokatolicki kościół parafialny w Kolnie, przy ul. Kościelnej 17. Należy do dekanatu Kolno diecezji łomżyńskiej. Przy budynku znajduje się neobarokowa wolnostojąca dzwonnica murowana z 1862 r. Cmentarz przykościelny okresowo pełnił funkcje grzebalne. Na południe od kościoła znajduje się zabytkowa plebania z 1883 r.

## Historia
Plac, na którym znajduje się obecny kościół pw. św. Anny pierwotnie zajmował dwór książąt mazowieckich, zniszczony przez wojska krzyżackie w 1519 r. Królowa Bona podarowała go kościołowi. na przełomie XVI/XVII w. pobudowano tu mały kościółek pod wezwaniem św. Anny, w kształcie rotundy. Uległ on zniszczeniu w 1736 r.
Główna bryła obecnej świątyni została wzniesiona z kamienia polnego w stylu klasycystycznym, w latach 1834-1839 na podstawie projektu Chrystiana Piotra Aignera z 1825 roku. Budowla została zbudowana kosztem parafian, przy znacznych staraniach Stanisława Kisielnickiego, właściciela wsi Poryte i Korzeniste, jednocześnie sędziego pokoju powiatu łomżyńskiego. W 1836 roku świątynię konsekrował biskup augustowski Paweł Straszyński. W latach 1906–1907 do kościoła dobudowano dwie neogotyckie kaplice z cegły, prawdopodobnie wtedy też przebudowano główną bryłę. W 1956 roku zostało wzniesione piętro nad zakrystią, w którym pomieszczono sale katechetyczne, wprawiono też witraże w prezbiterium i bocznych kaplicach. W latach 1997–2000 zmieniono wystrój prezbiterium świątyni i wstawiono nowe witraże. W latach 2005–2013 kościół przeszedł kolejną przebudowę, poprzez dostawienie pomieszczenia sanitarnego oraz zburzeniem pięter nad zakrystią, skuciem tynków zewnętrznych i posadzki.

## Architektura
Świątynia trójnawowa, pierwotnie klasycystyczna, obecnie o cechach mieszanych klasycystyczno-neogotyckich z elementami neobaroku. Nie posiada wieży, dach zwieńczony niewielką sygnaturką. Początkowo o narysie prostokątnym, z półokrągłymi oknami, była zwieńczona dachówką, długości 26,5 łokci, wysokość 12 łokci. Obecnie okna są ostrołukowe. Budowę oparto na projekcie Piotra Aignera nr III, mieszczącym około tysiąca wiernych, z istotnymi modyfikacjami – zamiast płaskiego stropu główną nawę zwieńcza drewniane pozorne sklepienie kolebkowe, dodano kolumnady oddzielające nawy, zmieniono też wygląd schodkowego zwieńczenia tympanonu. Nawy boczne mają płaskie stropy. Ściany z kamienia polnego na wapnie wspierają się na ceglanych filarach. Od końca XIX w. dach jest pokryty blachą.
Dwie kaplice boczne, ceglane, w stylu neogotyckim, tworzą pseudotransept. Dwie dobudówki z 2006 r. zatarły regularność planu kościoła.
Podłoga do połowy XX w. pokryta deskami, później kafelkami ceramicznymi, w 2009 r. została obniżona w bocznych kaplicach i w całości pokryta granitem. Ambonę zdemontowano na początku lat dziewięćdziesiątych XX w.